# Tsqaltubo
Tsqaltubo o Tskaltubo (del georgiano: წყალტუბო) es una ciudad georgiana, capital del municipio homónimo en la región de Imericia. Localizada a unos 10 km al noroeste de la capital regional Kutaisi.

## Historia
Durante el período soviético, la localidad basó su economía en albergar un centro de aguas termales en torno a sus aguas minerales de radón-carbonato, que atraían a más de cien mil personas al año, incluyendo una sala privada para Iósif Stalin. Las aguas eran conocidas en documentos desde los siglos VII-IX y fueron objeto de investigaciones científicas en los siglos XVIII-XIX, pero no fue hasta el siglo XX cuando se desarrollaron las instalaciones. La localidad adquirió estatus urbano en 1953. Actualmente el centro termal sigue funcionando, pero su uso es más limitado porque desde 1993 se ha dedicado a acoger miles de refugiados del conflicto de Abjasia.

## Demografía
| Gráfica de evolución de Tsqaltubo entre 1939 y 2020 |
|                                                     |

## Galería

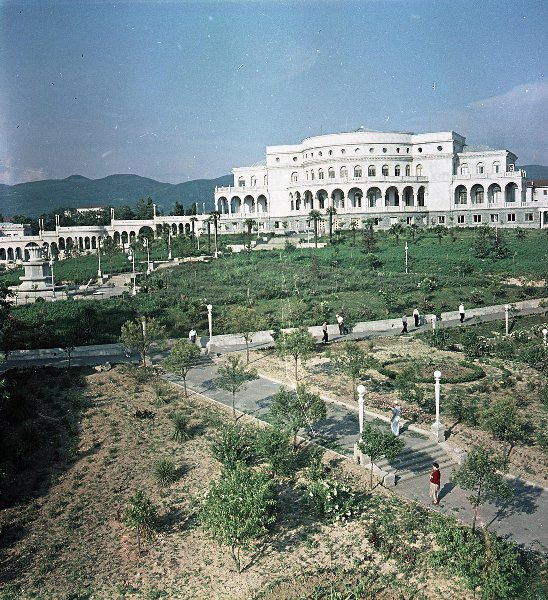
Sanatorium del Ministerio de Defensa de la Unión Soviética
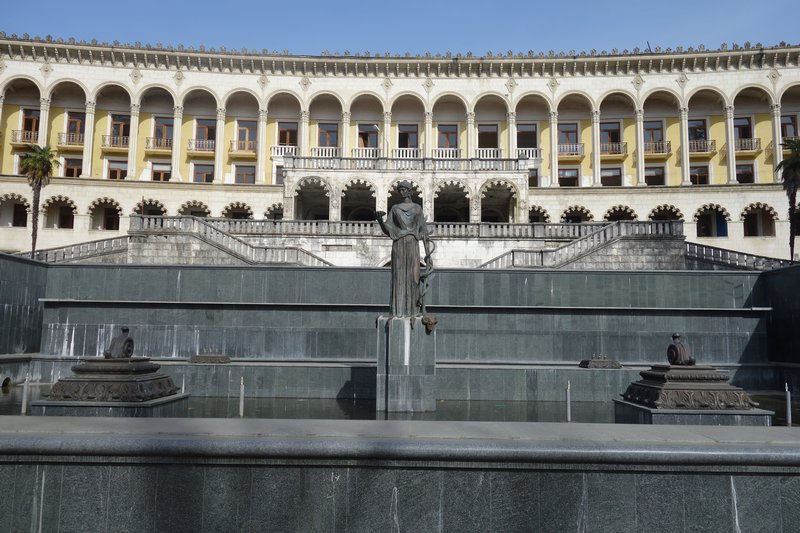
Hotel Metallurg
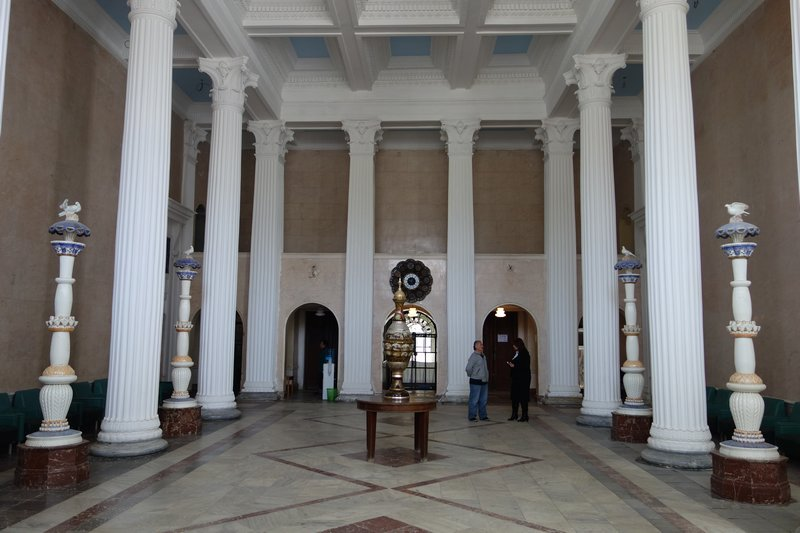
Casa de baños